# Bark (Gemeinde)
Bark ist eine Gemeinde im Kreis Segeberg in Schleswig-Holstein.

## Geografie

### Geografische Lage
Das Gemeindegebiet von Bark erstreckt sich im Bereich der Holsteinischen Vorgeest etwa 7 km westlich von Bad Segeberg. Der Segeberger Forst reicht in seinem südlichen Bereich  bis ins Gemeindegebiet hinein. Das Gemeindegebiet umfasst die Barker Heide.

### Gemeindegliederung
Siedlungsgeographisch liegen, neben dem Dorf gleichen Namens, auch die Dörfer Bockhorn und Schafhaus, wie auch der Einzelhof Barkenholm als weitere Wohnplätze im Gemeindegebiet. Darüber hinaus wird auch die Einzelsiedlung Bockhorn, Forsthaus, eine Enklave innerhalb des gemeindefreien Gebiets Buchholz, zu Bark gehörig gezählt.

### Nachbargemeinden
Direkt angrenzende Gemeindegebiete zu Bark sind:
|            | Buchholz, Wahlstedt                         |                    |
| Hartenholm | Kompassrose, die auf Nachbargemeinden zeigt | Wittenborn, Kükels |
|            | Todesfelde                                  |                    |

## Politik

### Gemeindevertretung
Bei der Kommunalwahl am 14. Mai 2023 wurden insgesamt elf Sitze vergeben. Von diesen erhielten die Bürger Gemeinde Bark sieben Sitze und der Kommunale Wählerverband vier Sitze.

### Wappen
Blasonierung: „Über erniedrigtem roten Dreiberg und in diesem wurzelnd in Silber drei aus einer Wurzel wachsende, eine gemeinsame Krone bildende natürlich tingierte Birken.“

### Flagge
Blasonierung: „Auf ungleichmäßig in einen breiten oberen weißen und einen schmalen unteren roten Streifen geteilten Flaggentuch die drei Birken des Gemeindewappens in flaggengerechter Tinktur.“

## Sehenswürdigkeiten
In der Liste der Kulturdenkmale in Bark stehen die in der Denkmalliste des Landes Schleswig-Holstein eingetragenen Kulturdenkmale.

## Wirtschaft und Verkehr

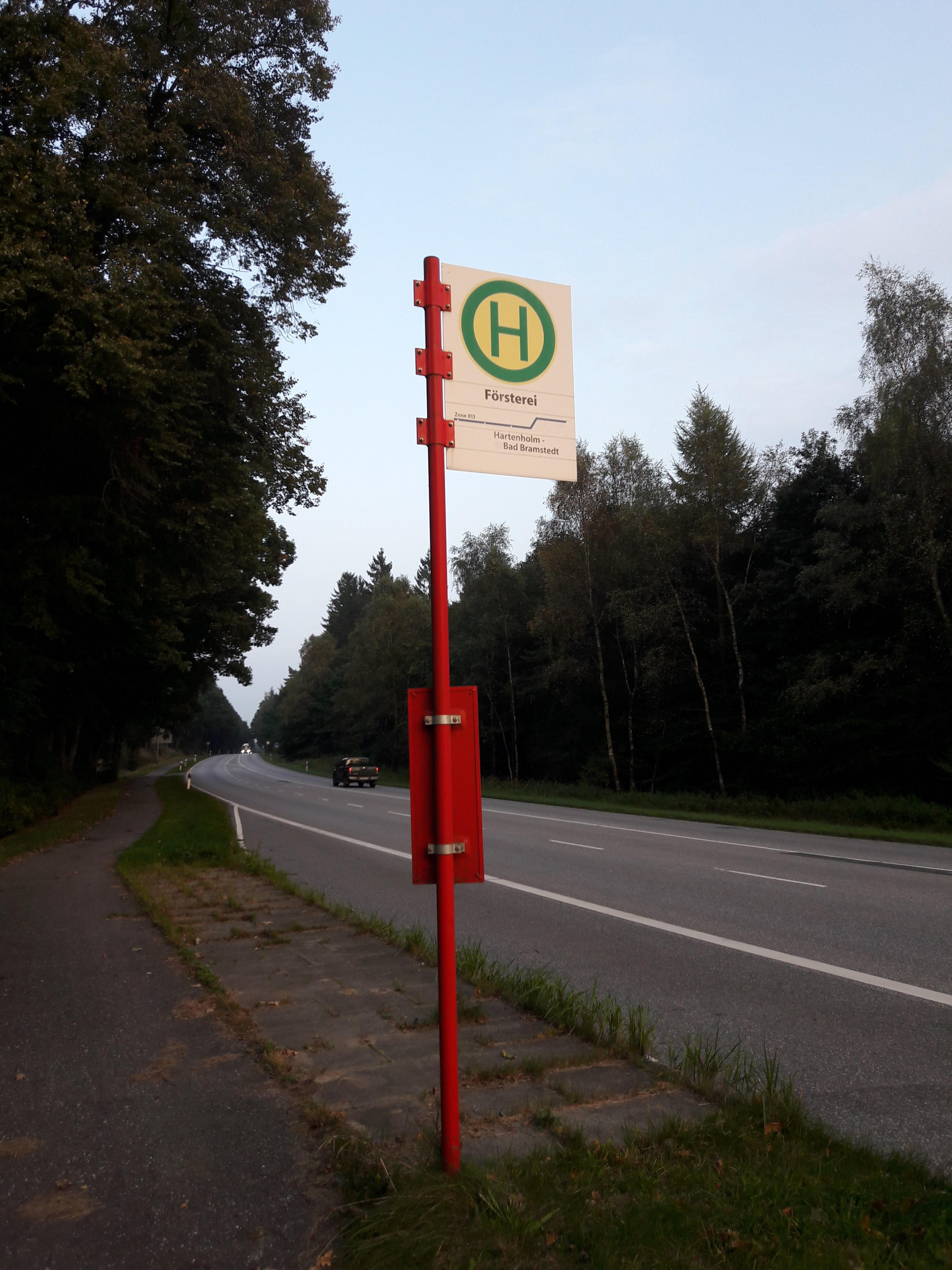
Bockhorn, Försterei

Im Gemeindegebiet befinden sich einige Handwerksbetriebe. Außerdem gibt es mehrere Gewerbebetriebe und Gastronomiebetriebe. Der Ortsteil Bark ist überwiegend landwirtschaftlich geprägt.
Das Gemeindegebiet wird in Ost-West-Richtung von der Bundesstraße 206 im Abschnitt zwischen Bad Segeberg und Bad Bramstedt durchzogen. An ihr liegen die Dörfer Bockhorn und Schafhaus der Gemeinde; das Dorf Bark hingegen an der von ihr in südlicher Richtung abzweigenden schleswig-holsteinischen Landesstraße 78.